# Eerste Heilige Oorlog
De Eerste Heilige Oorlog werd naar verluidt gevoerd in het begin van de 6e eeuw v.Chr. in het oude Griekenland. De oorlog ging tussen de Delphische Amphictionie en het naburige Kirra (aan de Golf van Korinthe), dat eenzijdig besloten had een tolrecht te heffen van alle lieden die het orakel van Delphi gingen raadplegen en het cultiveren van heilig grond van Apollo. In 590 v.Chr. kwam Athene tussenbeide, samen met Thessalië en Sicyon. De oorlog eindigde met de vernietiging van Kirra.
Er is echter kritiek gekomen op dit traditionele geschiedenisverhaal. Verhalen over deze oorlog hebben we pas uit de 4e eeuw v.Chr., zoals Aeschines. De vooraanstaande Griekse historici van de 5e eeuw v.Chr. geven geen melding van een oorlog om Delphi aan het begin van de 6e eeuw v.Chr.. Clisthenes van Sicyon, de vlootleider in de Eerste Heilige Oorlog, krijgt veel aandacht in de Historia van Herodotus, maar daarin wordt niet gesproken over een deelname aan een oorlog in de buurt van Delphi. (Herodotus 5.67-69.1 en 6.127-131) Thucydides vertelt verder over de tijd voor de Perzische oorlogen dat ‘er geen eenheid van onderworpen steden rond een grote staat was, geen spontane combinatie van gelijken voor een gezamenlijke expeditie; de enige gevechten die er waren bestonden uit lokale schermutselingen tussen rivaliserende buren. Het dichtst bij een coalitie ontstond in de oude oorlog tussen Chalcis en Eretria; dit was een geschil waarin de rest van de Helleense wereld tot zekere hoogte zijde koos.' (Thucydides 1.15)
De gegeven aanleidingen van de Eerste Heilige Oorlog herinneren aan de Heilige Oorlogen in 448 v.Chr. en van 357 v.Chr. tot 346 v.Chr.. In 448 v.Chr. was er een conflict over de plaats van Delphi in de regio en Sparte en Athene gebruikten dit conflict voor een krachtmeting tussen beide poleis. In de Vrede van Nikias in 421 v.Chr. werd besloten om Delphi tot heilige grond te verklaren. Anderhalve eeuw eerder kon Kirra dus niet eens heilig land afpakken. In 357 v Chr. vaardigde de Amphictionie een besluit uit dat Delphi het havengeld van Kirra mocht bepalen en dat vijandelijke troepen niet op Delphisch grondgebied mochten verblijven. Dit besluit greep Delphi aan om grond terug te vorderen dat andere Phokische poleis aan het cultiveren waren.
Ten slotte is er in de buurt van Delphi geen stad gevonden die aan de beschrijving van Kirra voldoet. Bij opgravingen in het huidige Kirra zijn er geen archeologische resten gevonden van voor de tweede helft van de 6e eeuw.